# Сонк, Эмилия Язеповна
Эмилия Язеповна Сонка (латыш. Emīlija Sonka, урожденная Путниня латыш. Putniņa, род. 4 ноября 1939, Кулдига) — советскаяшоссейная велогонщица, заслуженный мастер спорта СССР по велоспорту (1965).

## Карьера
Эмилия Сонка родилась 4 ноября 1939 года в Кулдиге. Её родители – Анна и Язепс Путнини. Только в 16 лет молодая девушка взяла в руки свой первый велосипед — его подарил дядя. Уже в следующем 1956 году Эмилия участвовала в первом в своей жизни большом вело соревновании и заняла первое место. Спорт становится неотъемлемой частью жизни Эмилии, и после победы в Латвийской школьной спортакиаде, в 18 лет она становится членом спортивного общества «Varpa». Она продолжила упорно тренироваться, выиграла многие сельских спортивных соревнований, но большие успехи не приходили.
В1963 году Эмилия стала велосипедисткой спортивной ассоциации «Динамо» (Рига) и эта смена команды принесла ей ряд успехов: титулы Чемпионки Латвийской ССР и клуба «Динамо», а также три золотых (1963, 1964, 1968), четыре серебряных м(1965, 1966, 1968, 1969) и пять бронзовых медалей (1964 - 2 раза, 1965, 1969, 1970) чемпионатов СССР. Успехи приходили как в индивидуальных гонках, так и в групповых. Она участвовала в четырёх чемпионатах мира по шоссейным велоспорту (1964 - Франция, 1-е место; 1965 - Испания, 15-е место; 1966 год - Германия, 11-е место; 1968 - Италия, 8-место). Самый большой успех был достигнут в 1964 году, когда Эмилия Сонка стала чемпионкой мира. Золотая медаль, завоеванная во Франции, теперь выставлена на экспозиции Латвийского музея спорта.
В 1976—1990 годах работала тренером спортивного общества «Динамо».

## Достижения
- Первая из советских велогонщиц чемпионка мира (1964) в групповой шоссейной гонке(Салланш, Франция).
- Чемпионка Летней Спартакиады народов СССР 1963 в групповой гонке на треке.
- Чемпионка СССР по шоссейному велоспорту 1964 в командной гонке по. Серебряный призер чемпионата СССР 1968 в индивидуальной гонке и бронзовый призер 1970 года в командной гонке.[8]